# Titulatur und Wappen der Deutschen Kaiser nach 1873
Die Deutschen Kaiser nach 1873 führten eine Vielzahl von Titeln und Wappen, die in verschiedenen Zusammensetzungen zu den offiziell benutzten Titeln und Wappen wurden. Titel und Wappen wurden 1873 letztmals festgelegt. Die Herrschertitel bedeuteten jedoch nicht unbedingt, dass das entsprechende Gebiet wirklich beherrscht wurde, auch trugen manchmal mehrere Fürsten gleiche Titel.
1817 wurden aufgrund der Vielzahl der offiziellen Titel für den König von Preußen neue Titelarten eingeführt, nämlich der große Titel, der mittlere Titel und der kurze Titel, und parallel dazu das große Wappen, das mittlere Wappen und das kleine Wappen Preußens.

## Allgemeines
In den Herrschertiteln werden alle Titel zusammengestellt, die ein Herrscher auf sich vereinigt hat. Der Titel ist die öffentliche Selbstdarstellung der Person in ihrem politischen Umfeld, daher können in diesem Titel Bezeichnungen auftreten, die lediglich einen Anspruch verkünden, aber zur Zeit ihrer Anwendung keiner politischen Realität entsprechen.
Sehr bald emanzipierte sich auch der Titel von der Funktion, die dieser zum Ausdruck brachte, und wurde Zeichen der Zugehörigkeit zu einem Geschlecht, so dass mehrere Personen gleichzeitig den gleichen Titel führen konnten. So führte der König von Preußen ab 1868 neben dem waldeckischen Fürsten Georg Viktor den Titel „Fürst zu Pyrmont“, weshalb später für den Inhaber der Funktion der Titel „regierender Fürst“ zum Unterschied zum reinen Titelträger gebildet wurde. Aber auch dieser verblasste allmählich, wie am letzten „regierenden Fürsten von Pyrmont“ zu sehen ist, dem eigentlich infolge eines Vertrages von 1867 neben Kirchensachen nur noch das Begnadigungsrecht zustand.
Nur beim Kaiser, König und Großherzog bringt der Verlust des Amtes auch den Verlust des Titels mit sich. Die übrigen Titel waren und sind im Laufe der Entwicklung an die Person geknüpft, so dass sie mit dem Verlust der Funktion nicht unbedingt untergingen.
Der König hatte mehr Titel inne, als er führte. 1864 ordnete er an, dass die Zahl von etwas über 50 im Titel und im Wappen nicht überschritten werden solle. Es handelt sich bei beiden also um eine Auswahl, wobei nur die wichtigsten genannt wurden.
Im großen Titel der deutschen Kaiser als Könige von Preußen spiegelt sich die Geschichte der Hohenzollern und der preußischen Herrscher wider. Alle deutschen Kaiser führten nach 1873 den gleichen Titel „Deutscher Kaiser und König von Preußen“. Der große Titel der deutschen Kaiser nach 1873 ist die vollständige Aufzählung der einzelnen Titel, die sie als König von Preußen führten.
Bei Ausstellung von Urkunden, bei denen Titel anzuwenden waren, wurde nur der Titel des Königs von Preußen angewendet. Der Titel „Deutscher Kaiser“ zusammen mit seinem großen Titel als König von Preußen wurde nur bei Bezeichnungen durch Dritte verwendet (z. B. in Lehr- und Unterrichtsbüchern). Es handelte sich um die Umgestaltung und Umbenennung des Norddeutschen Bundes. Der König war Inhaber des Bundespräsidiums. Als solcher erhielt er 1871 den Kaisertitel.
Der letzte Erlass betreffend die Abänderung des großen und mittleren Königlichen Titels, wie er vom 9. Januar 1817 festgestellt worden, und die Abänderung des durch den „Allerhöchsten Erlass vom 11. Januar 1864“ berichtigten Großen und Mittleren Königlichen Wappens stammt vom 16. August 1873 und lautet in heutiger Orthographie:
„Nachdem durch Gesetz vom 20. September 1866 das Königreich Hannover, das Kurfürstentum Hessen, das Herzogtum Nassau und die freie Stadt Frankfurt und durch Gesetz vom 24. Dezember 1866 die Herzogtümer Holstein und Schleswig mit der preußischen Monarchie auf immer vereinigt worden sind, Ich auch in den Patenten wegen Besitznahme der gedachten Landesteile vom 3. Oktober 1866 und vom 12. Januar 1867 Mir vorbehalten habe, die entsprechenden Titel Meinem Königlichen Titel hinzuzufügen, ist eine Abänderung des großen und mittleren Königlichen Titels, wie er durch die Verordnung vom 9. Januar 1817 festgestellt worden, und zugleich eine Abänderung des durch den Erlass vom 11. Januar 1864 berichtigten großen und mittleren Königlichen Wappens notwendig geworden. Ich bestimme deshalb hiermit, dass der große und mittlere königliche Titel in Zukunft in dem aus der Anlage A zu entnehmenden Wortlaut und das große und mittlere königliche Wappen in einer Form geführt werde, wie sie aus der Feldereinteilung in Anlage B und der Beschreibung in Anlage C näher zu ersehen ist. Der große Titel und das große Wappen sollen bei den in feierlicher Form auszufertigenden Urkunden, namentlich in Angelegenheiten meines Hauses und behufs Standeserhöhungen in Anwendung kommen. Im übrigen verbleibt es sowohl wegen des kurzen Königlichen Titels und des kleinen Königlichen Wappens, als wegen des Gebrauchs der verschiedenen Arten des Titels und Wappens bei den Vorschriften der Verordnung vom 9. Januar 1817, und sollen auch die Dienstsiegel der Behörden einstweilen unverändert beibehalten, und erst wenn sie unbrauchbar werden, durch neue, Meinen gegenwärtigen Bestimmungen entsprechende Siegel ersetzt werden. Ich beauftrage das Staatsministerium, diesen Erlass zur Nachachtung für sämtliche Behörden durch die Gesetz-Sammlung bekannt machen zu lassen.
Wildbad Gastein, den 16. August 1873.“

## Die Titel des preußischen Königs zur Zeit des Deutschen Kaiserreichs

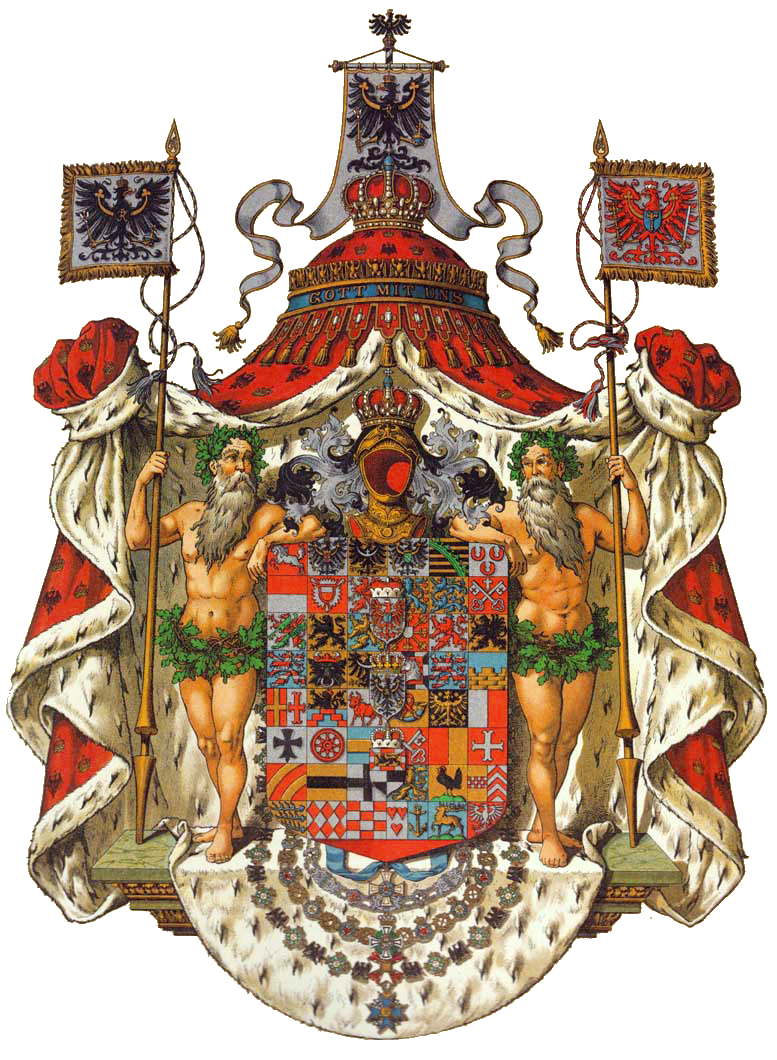
Großes Wappen Wilhelms II. als König von Preußen

Die Titel lauteten nach dem Erlass von 1873 vollständig (dargestellt an Wilhelm):

### Der große Titel
Wir Wilhelm von Gottes Gnaden König von Preußen,
Markgraf zu Brandenburg, Burggraf zu Nürnberg, Graf zu Hohenzollern,
Souveräner und oberster Herzog von Schlesien wie auch der Grafschaft Glatz,
Großherzog vom Niederrhein und Posen,
Herzog zu Sachsen, Westfalen und Engern, zu Pommern, Lüneburg, Holstein und Schleswig, zu Magdeburg, Bremen, Geldern, Cleve, Jülich und Berg, wie auch der Wenden und Kaschuben, zu Krossen, Lauenburg, Mecklenburg,
Landgraf zu Hessen und Thüringen,
Markgraf der Ober- und Niederlausitz,
Prinz von Oranien,
Fürst zu Rügen, zu Ostfriesland, zu Paderborn und Pyrmont, zu Halberstadt, Münster, Minden, Osnabrück, Hildesheim, zu Verden, Kammin, Fulda, Nassau und Moers,
gefürsteter Graf zu Henneberg,
Graf der Mark und zu Ravensberg, zu Hohenstein, Tecklenburg und Lingen, zu Mansfeld, Sigmaringen und Veringen,
Herr von Frankfurt.

### Der mittlere Titel
Wir Wilhelm, von Gottes Gnaden König von Preußen,
Markgraf zu Brandenburg,
souveräner und oberster Herzog von Schlesien,
Großherzog vom Niederrhein und Posen,
Herzog zu Sachsen, Westfalen und Pommern,
zu Lüneburg und Bremen,
zu Holstein, Schleswig und Lauenburg,
Burggraf zu Nürnberg,
Landgraf zu Hessen,
Fürst zu Ostfriesland, Osnabrück und Hildesheim,
zu Nassau und Fulda,
Graf zu Hohenzollern,
Herr von Frankfurt.

### Der kurze Titel
Wilhelm, von Gottes Gnaden König von Preußen etc. etc. etc.

## Weitere Titel
Der königlich preußische Erlass vom 16. August 1873 traf eine Auswahl aus den Titeln des Königs. Als Deutscher Kaiser hatte der preußische König auch noch weitere Titel:
- Ab 1900 bis 1918: „Tupu Sili“ von Samoa.[1] Siehe auch Mataafa Josefo.

## Erläuterung der einzelnen imgroßen Titelaufgeführten Titel in ihrer Reihenfolge

### König von Preußen
Unter seinem letzten Hochmeister Albrecht wurde 1526 der Deutschordensstaat in das weltliche Herzogtum Preußen unter polnischer Lehnshoheit verwandelt. Nach dem Tod seines Nachfolgers, des Herzogs Albrecht Friedrich im Jahr 1618, kam das Herzogtum Preußen durch Erbgang an die brandenburgischen Hohenzollern, die es nun in Personalunion regierten. In den Verträgen von Wehlau 1637 und Oliva 1660 gelang es dem Kurfürsten Friedrich Wilhelm, dem „Großen Kurfürsten“, die volle Souveränität über das Herzogtum Preußen zu erhalten, wodurch er selbst zu einem europäischen Souverän wurde. Sein Nachfolger Friedrich III. von Brandenburg krönte sich am 18. Januar 1701 zum König Friedrich I. in Preußen, nachdem der Kaiser vertraglich zugesichert hatte, ihn im Heiligen Römischen Reich und in Europa als König anzuerkennen. Der Name und das Wappen des preußischen Monarchen gingen anschließend infolge der neuen Hoheits- und Behördenbezeichnung königlich-preußisch auf den gesamten preußischen Staat der Hohenzollern über, der inner- und außerhalb des Reiches lag und für den sich im 18. Jahrhundert der Name Preußen durchsetzte.
Das einschränkende in im Königstitel erinnerte daran, dass der Westen Preußens, das Preußen königlichen Anteils (Ermland und Westpreußen), weiterhin der polnischen Krone unterstand. Diese terminologische Feinheit wurde aber nur in der deutschen Fassung beachtet. Lateinisch nannte er sich „Nos Fridericus, Dei gratia Rex Borussiae, …“ und in der französischen Fassung „Frederic par la grace de Dieu Roi de Prusse …“
Nach der ersten Polnischen Teilung von 1772 unter Friedrich II. fielen das Ermland, der Netzedistrikt und Westpreußen an Preußen, so dass sich Friedrich II. nunmehr König von Preußen nennen konnte. Dieser Titel ging auf seine Nachfolger bis hin zu Wilhelm II. über.

### Markgraf zu Brandenburg
Infolge der Königskrönung von 1701 rückte der Titel Markgraf zu Brandenburg an die zweite Stelle in der Titulatur.
Die Mark Brandenburg war 1411 an König Sigismund zurückgefallen. Sie umfasste die Altmark, die Mittelmark, die Prignitz, das Land Sternberg östlich der Oder und einen Teil der Uckermark. Das Amt des Erzkämmerers des Heiligen Römischen Reichs und damit die Kurwürde war 1356 dem Markgrafen von Brandenburg durch die Goldene Bulle zugesprochen worden. Eine Gesandtschaft der märkischen Stände suchte im Jahre 1411 Sigismund in Ofen mit der Bitte auf, einen Statthalter in der seit dem Tod Kaiser Karls IV. heruntergekommenen Mark einzusetzen. Der König bestellte Friedrich VI., Burggraf von Nürnberg aus dem Hause Hohenzollern, zum obersten Hauptmann und Verweser in der Mark. Er führte den Titel Wir Fridrich von gotes gnaden Marggrave zu Brandenburg, des heiligen Romischen Ryches Ertzkamerer und Burggrave zu Nuremberg. Am 18. April 1417 empfing Friedrich die Mark Brandenburg als Fahnenlehen von König Sigismund.
Seitdem herrschten Hohenzollern als Markgrafen in Brandenburg und waren Kurfürsten im Heiligen Römischen Reich. Die Institutionen des Erzkämmerers und Kurfürsten erloschen 1806 mitsamt ihren Titeln, als das Reich zu bestehen aufhörte. Daher blieb als Titel nur der Markgraf übrig. Die Verordnung vom 30. April 1815 teilte den preußischen Staat in 10 Provinzen auf, wobei die Mark Brandenburg zur Provinz Brandenburg mit zwei Regierungsbezirken wurde.

### Burggraf zu Nürnberg
Der Zollerngraf Friedrich III. hatte 1191 die Erbtochter des letzten Burggrafen von Nürnberg, Sophie von Raabs, geheiratet. Die von Raabs starben im Mannesstamme aus. Er erhielt 1192 von Kaiser Heinrich VI. das Amt des Burggrafen von Nürnberg. Er nannte sich fortan „Friedrich der I. Burggraf von Nürnberg“. Durch die Belehnung mit der Burggrafschaft Nürnberg 1192 hatte sich im 13. Jahrhundert ein eigener Zweig des Hauses in Franken etabliert. Von dieser burggräflichen Linie der Zollern stammen die fränkischen Markgrafen und die Markgrafen und Kurfürsten von Brandenburg ab.
Wenn die Stadt auch durch das Nürnberger Patriziat regiert wurde, blieb die Burg doch Reichseigentum, und das formelle Oberhaupt war bis 1806 der Kaiser. 1806 annektierte der König von Bayern die Stadt und die Burg. Gleichwohl blieb der Titel den Hohenzollern erhalten. Er gewann 1866 nach dem  Deutschen Krieg politische Aktualität. In den Friedensverhandlungen zwischen Preußen und den mit Österreich verbündeten Staaten des Deutschen Bundes, zu denen auch Bayern gehört hatte, wünschte der geschichtsinteressierte König Wilhelm I. die Übertragung der Nürnberger Kaiserburg und hatte dafür eine vage Zusage seines Neffen Ludwigs II. erhalten, weil für eine echte Übertragung von Staatsgut die Burg nur mit Zustimmung des Landtags abgetreten werden könne. Der preußische Bevollmächtigte Karl Friedrich von Savigny kommentierte den Wunsch des Königs, dass es sich nach dessen Wunsch durchaus nicht um eine Eigentumserwerbung handle, sondern lediglich darum, dass er bei gelegentlichen Besuchen auf der Burg seiner Väter nicht als ein Fremder einzutreten brauche, dass ihm vielmehr die Befugnis zustehen möge, dort als Einheimischer zu wohnen. Auch Bismarck legte den größten Wert darauf, dass dem König Wilhelm in dieser Sache, wo es sich um einen berechtigten Wunsch handele, keine Enttäuschung bereitet werde, während er die rechtsverbindliche Form des Zugeständnisses in dieser reinen Gefühlssache für gleichgültig halte. Als Hinweis auf das dem Preußenkönig verbal zugestandene Wohnrecht wehte fortan neben der bayerischen auch die preußische Fahne über der Kaiserburg.

### Graf zu Hohenzollern
Die Hohenzollern waren Grafen, seit sie in der Geschichte erwähnt werden. Bereits Adalbert (1125) war Graf von Zollern. Seit dem 14. Jh. nannte sich die Familie Hohenzollern, benannt nach dem Berg Hohenzollern, der der Schwäbischen Alb vorgelagert ist. 1685 gestattete Kaiser Leopold I. den Brandenburgern den Titel „Grafen von Hohenzollern“. Die preußischen Könige entstammten der fränkischen Linie, aus der sich die brandenburgische Kurlinie entwickelte. Die Fürstentümer Hohenzollern-Hechingen und Hohenzollern-Sigmaringen wurden durch Vertrag von ihren Fürsten am 7. Dezember 1849 an Preußen abgetreten und mit Gesetz vom 12. März 1850 von Preußen übernommen.

### Souveräner und oberster Herzog von Schlesien wie auch der Grafschaft Glatz
Seit Polens König Kasimir III. die böhmische Lehnshoheit für Schlesien im Jahre 1335 anerkannt hatte, gehörte Schlesien zum Heiligen Römischen Reich. Kaiser Karl IV. integrierte dann Schlesien ins Reich. Schlesien war unter der Herrschaft der Piasten insgesamt in 17 Fürstentümer aufgeteilt. Der Großteil Schlesiens wurde von König Friedrich II. von Preußen in den drei Schlesischen Kriegen (1740–1763) von Österreich erobert. Am Ende des Ersten Schlesischen Krieges stand der Breslauer Vorfrieden und Berliner Friedensvertrag von 1742. Dem Vertrag gemäß gingen das Herzogtum Niederschlesien und die Grafschaft Glatz „in voller Souveränität und Unabhängigkeit … von der Krone Böhmens“ an Friedrich über. Er erhielt Schlesien unter Aufhebung der reichslehensrechtlichen Bindung, jedoch mit Ausnahme des Herzogtums Teschen, der Stadt Troppau und des Teils jenseits der Oppa und der hohen Gebirge, der Herrschaft Hennersdorf sowie der Mährischen Enklaven in Schlesien, außerdem verblieben das Herzogtum Jägerndorf und das ganze Gebirgsland mit dem Süden des Fürstentums Neiße bei Österreich. Die mährische Enklave Katscher und die nun nicht länger böhmische Grafschaft Glatz kamen zu Preußen. Im Frieden von Dresden, der 1745 den Zweiten Schlesischen Krieg beendete, blieben die Bestimmungen erhalten. Das Reich garantierte 1751 diesen Frieden. Der Kaiser behielt in seiner Eigenschaft als König von Böhmen auch den Titel eines Herzogs von Ober- und Niederschlesien, wie dem Großen Titel Franz Josephs I. zu entnehmen ist.

### Großherzog vom Niederrhein und Posen
Der König von Preußen führte diesen Titel seit 1815.
Infolge des Wiener Kongresses erhielt Preußen den westlichen, kleineren Teil seines Gewinns aus der zweiten der Teilungen Polens unter der Bezeichnung Großherzogtum Posen zurück. Aus der dritten Teilung behielt Preußen nichts. Zum Ausgleich bekam es unter anderem Territorien im deutschen Westen. Eine am 30. April 1815 in Wien erlassene Verordnung schuf zunächst die preußische Provinz Jülich-Kleve-Berg und das Großherzogtum Niederrhein. Im Jahre 1822 entstand aus beiden die Rheinprovinz, wobei der Titel Großherzog vom Niederrhein erhalten blieb. Über lange Zeiträume seiner Geschichte hatte das Rheinland keine festen politischen Grenzen gehabt. So ist die Bezeichnung kaum mehr gewesen als ein geographischer Begriff oder eine Landschaft, die eine Vielzahl von geistlichen und weltlichen Fürstentümern, Grafschaften, Reichsabteien, kleinen Herrschaften und Reichsstädten in sich begriff.

### Herzog zu Sachsen
Im Gegensatz zu den meisten anderen Rheinbundstaaten hatte Sachsen im Befreiungskrieg von 1813 Napoleon die Treue gehalten. Nun wollte Preußen das Land seinem Staatswesen einverleiben. Die völlige Beseitigung des sächsischen Staates wurde auf dem Wiener Kongress jedoch durch den österreichischen Staatskanzler Metternich verhindert, doch konnte Preußen drei Fünftel des sächsischen Territoriums annektieren. Sachsen verlor unter anderem neben Torgau, der Niederlausitz, der Hälfte der Oberlausitz, aller Gebiete in Thüringen auch den Wittenberger Kreis, das ehemalige Herzogtum Sachsen. Der König von Preußen nannte sich daher Herzog zu Sachsen.

### Herzog zu Westfalen
Der historische Raum Westfalen, der niemals eine politische Einheit gewesen ist und seit 1810 auf das Kaiserreich Frankreich, das Königreich Westphalen, das Großherzogtum Berg und das Großherzogtum Hessen verteilt war, wurde nach dem Wiener Kongress auf Grund der VO wegen verbesserter Einrichtung der Provinzialbehörden vom 30. April 1815 zwischen Preußen, Hannover und Oldenburg aufgeteilt. Als einziges der alten westfälischen Territorien behielt das Fürstentum Lippe seine Selbständigkeit. Preußen erhielt den größten Teil und bezog auch die außerwestfälischen Gebiete Grafschaft Wittgenstein und das Teilfürstentum Siegen ein. Hinzu kam das zunächst der Provinz Niederrhein zugeschlagene Siegerland. Nach 1850 wurde noch die Stadt Lippstadt, die vorher unter preußisch-lippischem Kondominium stand, der Provinz Westfalen zugeschlagen. Da ein wesentlicher Teil der neuen Provinz das ehemalige, bis 1803 zu Kurköln gehörende Herzogtum Westfalen war, nahm König Friedrich Wilhelm den Titel Herzog zu Westfalen an, der auch für Kaiser Wilhelm II. erhalten blieb.

### Herzog von Engern
Nach Widukind von Corvey bestand das Stammesherzogtum Sachsen schon vor der fränkischen Eroberung aus den Teilen Westfalen, Engern und Ostfalen. Während des Reichstages von Gelnhausen nach der Achtserklärung Heinrichs des Löwen durch Kaiser Friedrich I. Barbarossa wegen Verweigerung der Heeresfolge wurde das Herzogtum Sachsen 1180 geteilt. Der Teil, der im Bereich des Erzbistums Köln lag, und das Bistum Paderborn wurden dabei zu einem neuen Herzogtum Westfalen und Engern zusammengefasst, das zunächst dem Erzbischof von Köln, Philipp von Heinsberg unterstand. Der östliche Teil ging als „jüngeres“ Herzogtum Sachsen an den Askanier Bernhard. Seit dem 12. Jahrhundert kam der Name Engern außer Gebrauch. Fortbestand hatte lediglich die Bezeichnung „Engern“ im Titel des Herrschers des jüngeren Herzogtums Sachsen („Herzog von Sachsen, Engern und Westfalen“). Mit der Übernahme Westfalens 1815 kam auch die Titulatur „Westfalen und Engern“ an den preußischen König Friedrich Wilhelm III.

### Herzog zu Pommern
Der Pommernherzog Bogislaw I. huldigte 1181 dem Kaiser Barbarossa, aber wenig später eroberte Dänemark das Herzogtum, und Bogislaw unterwarf sich dem König von Dänemark. Nachdem 1227 deutsche Fürsten Dänemark besiegt hatten, belehnte Kaiser Friedrich II. 1231 den Markgrafen von Brandenburg mit Pommern, wodurch das Herzogtum endgültig ins Heilige Römische Reich eingegliedert war. Nach dem Aussterben der Askanier in der Mark Brandenburg 1319/20 versuchte das pommersche Greifenhaus die Lehnshoheit Brandenburgs abzuschütteln. Die sich anschließenden zweihundertjährigen Auseinandersetzungen beendete 1529 der Vertrag von Grimnitz. Die in Brandenburg regierenden Hohenzollern erkannten die Reichsunmittelbarkeit Pommerns an und erhielten für den Fall des Erlöschens der Greifenlinie im Mannesstamm die Erbfolge im Herzogtum Pommern und sie durften den zuvor umstrittenen Herzogstitel für Pommern behalten.
Mit dem Tode Bogislaws XIV. traten 1637 während des Dreißigjährigen Krieges das Ende der politischen Eigenständigkeit Pommerns und die Eventualerbfolge für Brandenburg ein. Jedoch hatte Schweden Pommern gewaltsam in Besitz genommen. Im Westfälischen Frieden von 1648 musste das machtlose Brandenburg-Preußen bei der Teilung Pommerns sich mit Hinterpommern abfinden, während der König von Schweden das wertvollere Vorpommern mit Stettin und ebenfalls den pommerschen Herzogstitel erhielt. Der Gewinn ganz Pommerns und damit der Odermündung als Ostseezugang war fortan eines der wesentlichen Ziele der Außenpolitik Brandenburg-Preußens. Endgültig gelang dies Preußen erst 1815 durch den Wiener Kongress.

### Herzog zu Lüneburg
Seit 1814 war das Herzogtum Lüneburg Teil des Königreichs Hannover. Als Hannover 1866 nach dem Deutschen Krieg von Preußen annektiert und im Prager Frieden preußische Provinz wurde, hörte das Königreich auf, zu bestehen, so dass der König von Preußen nicht auch König von Hannover sein konnte. Aber das Herzogtum Braunschweig-Lüneburg blieb formell bestehen. Daher hatte er den Titel eines Herzogs von Lüneburg inne. Er führte ihn aber erst nach dem Erlass vom 16. August 1873 betreffend die Abänderung des Großen und mittleren Königlichen Titels.

### Herzog zu Holstein und Schleswig
Nach dem Deutsch-Dänischen Krieg standen das Herzogtum Schleswig unter preußischer, das Herzogtum Holstein unter der gemeinsamen Verwaltung von Preußen und Österreich. Nach dem Deutschen Krieg verzichtete Österreich auf seine Rechte an Holstein. Danach wurden diese beiden Herzogtümer in den preußischen Staat einverleibt, und der König hatte den Titel Herzog zu Holstein und Schleswig inne. Er führte ihn aber erst nach dem Erlass vom 16. August 1873 betreffend die Abänderung des Großen und mittleren Königlichen Titels.

### Herzog zu Magdeburg
Der Westfälische Frieden von 1648 brachte für den Kurfürsten von Brandenburg unter anderem die Anwartschaft auf das Erzstift Magdeburg als Entschädigung für Vorpommern, auf das er nach dem Erlöschen der pommerschen Herzöge 1637 ein Anrecht hatte. Vorpommern wurde mit Rügen Schweden zugeteilt. Magdeburg blieb aber bis 1680 unter der Herrschaft des damaligen Administrators, des sächsischen Erzbischofs August und wurde dann als Herzogtum säkularisiert. Aber die Anwartschaft genügte, den Herzogstitel in den Titel des Kurfürsten einzufügen.

### Herzog zu Bremen
1707 hatte Dänemark das Herzogtum Bremen erobert. 1715 kaufte das Kurfürstentum Hannover das Herzogtum Bremen von Dänemark. 1866 übernahm Preußen mit dem Königreich Hannover auch dessen Herzogtum Bremen. Die Stadt Bremen selbst war davon nicht betroffen.

### Herzog zu Geldern
Geldern war seit 1339 Herzogtum und bestand aus den Quartieren Nijmegen, Arnhem, Zutphen und Roermond.
Bereits während des Spanischen Erbfolgekrieges hatte Preußen 1703 die Festung Geldern erobert. Der Hauptteil des Oberquartiers fiel durch den Frieden von Utrecht an Preußen. Es waren die östlich der Maas gelegenen Ämter Geldern, Straelen, Wachtendonk und Krickenbeck (mit der Exklave Viersen) sowie das ausgedehnte Amt Kessel westlich der Maas und außerdem mehrere östlich wie westlich des Flusses gelegene Herrschaften wie auch die nördliche Exklave Middelaar. Da Roermond als bisherige Hauptstadt des Oberquartiers nun zu Österreich gehörte, wurde die Stadt Geldern Verwaltungssitz des neu geschaffenen „Herzogtums Geldern preußischen Anteils“. Der König nahm daher den Titel Herzog zu Geldern in seinen Titel auf.
Im Frieden von Basel (5. April 1795) erhielt Frankreich unter anderem auch das Herzogtum Geldern, was 1801 im Frieden von Lunéville noch einmal festgelegt wurde. Daraufhin verschwand Geldern aus dem Titel des Königs von Preußen.
Als im Wiener Kongress 1815 die Rheinlande an Preußen fielen, gehörte auch das Herzogtum Geldern dazu, allerdings nur die Gebiete östlich der Maas. Die Gebiete westlich der Maas fielen an die Niederlande. Seitdem führte der Preußenkönig wieder den Titel Herzog zu Geldern.

### Herzogtümer Jülich, Cleve und Berg
Jülich wurde 1356 Herzogtum, Berg 1380 und 1417 auch Kleve. Diese drei Herzogtümer wurden 1521 unter Johann III. von Kleve-Mark in Personalunion vereinigt, es blieben aber drei separate Herzogtümer. Der letzte Herzog war Johann Wilhelm, der 1609 kinderlos starb, mit ihm erlosch die Stammlinie der Märker. Danach brach der Jülich-Klevische Erbfolgestreit aus, an dem auch Kurfürst Johann Sigismund von Brandenburg beteiligt war. Seinen politischen Anspruch auf die drei Herzogtümer brachte er dadurch zum Ausdruck, dass er sich bereits 1609 als Herzog von Jülich, Kleve und Berg titulierte, obgleich diese Frage noch gar nicht entschieden war und er im Vertrag von Xanten vom 12. November 1614 lediglich das Herzogtum Kleve-Mark und die Grafschaft Ravensberg erwerben konnte.
Die Pragmatische Sanktion vom 23. September 1728 sicherte Preußen die Erbschaft von Jülich-Berg zu.
Als 1777 Pfalzgraf Karl Theodor, der auch Herzog von Jülich-Berg war, Kurfürst von Kurpfalz-Bayern wurde, kam Jülich-Berg in Personalunion zu Bayern.
Nachdem Frankreich im Frieden von Lunéville 1801 das Herzogtum Jülich annektierte, verschwand der Titel vorübergehend und wurde erst 1817 wieder aufgenommen.
Der Anspruch, den erst der Kurfürst von Brandenburg, dann der König von Preußen mit seinem Titel ununterbrochen zum Ausdruck brachte, konnte erst 1815 auf dem Wiener Kongress realisiert werden, als das Gebiet als Provinz Jülich-Kleve-Berg zu Preußen kam.

### Herzog der Wenden und Kaschuben
Zunächst muss man zwischen dem alten Landschaftsnamen Cassubia und dem Volksnamen Kaschuben unterscheiden. Cassubia war der östliche Teil Westpommerns. In Ostpommern brauchte man den Namen für das gesamte Herzogtum Pommern-Stettin. Den Volksnamen „Kaschuben“ führten nicht nur die Bewohner von Cassubia, sondern auch die östlich davon bis zur Danziger Bucht wohnenden Slawen. Der Herzogstitel dux slavorum et Cassubie, der mit “Herzog der Wenden und Kaschubei” übersetzt zu werden pflegt, gibt daher keinen Anhaltspunkt zur Konstruktion einer besonderen Provinz Cassubia innerhalb Westpommerns. Vielmehr hießen alle Pommern zwischen Oder und Weichsel „Pommerane“. Dort, wo der deutsche Einfluss dominierte, also in Westpommern, wurde der Ausdruck „Slavia“ und für die Bewohner „Slavi“ gebraucht. Das führte zu Begriffsverwirrungen. Es gab in der diplomatischen Literatur um 1200 drei slavia (Mecklenburg, Westpommern, Rügen) und 2 Pommerania (Ost- und Westpommern). Barnim I. von Stettin (herrschte von 1227 bis 1278) führte zur Präzisierung seiner Herrschaft als erster den Titel dux slavorum et Cassubie. „slavorum et Cassubie“ könnte man in seinem Titel korrekter mit „Cassubenwenden“ im Unterschied zu „Sorbenwenden“, „Obodritenwenden“ wiedergeben. Jedenfalls war dieser Ausdruck „Pomeranie, Slavie et Casubie dux“ bereits Bestandteil aller pommerschen Herzogstitel, als dieser Titel 1464 von Markgraf Friedrich von Brandenburg als politisches Programm angenommen wurde. (Siehe dazu die Ausführungen zu „Herzog zu Pommern“.)
Das Reglement zur Ausführung der Verordnung vom 12. Oktober 1854 regelte das Präsentationsrecht für die preußische Erste Kammer (späteres Herrenhaus). Danach hatten u. a. die Verbände des alten Grundbesitzes ein Präsentationsrecht. Die Wahl der zu präsentierenden Mitglieder sollte in Landschaftsbezirken erfolgen. Für die Provinz Pommern waren 6 Landschaftsbezirke, die zusammen 13 Mitglieder in die Kammer zu entsenden hatten, vorgesehen, darunter das Herzogtum Wenden (Kreise Stolp, Rummelsburg, Schlawe) und das Herzogtum Kassuben (Kreise Köslin [„Fürstentum“], Neustettin, Belgard). Die neugebildeten Landschaftsbezirke „Kassuben“ und „Wenden“ entsprachen dem Gebiet, das man auf den alten Karten und in den Landesbeschreibungen des vorhergehenden Jahrhunderts gewöhnlich für beide „Herzogtümer“ in Anspruch nahm. Insofern gab es auf dem Papier die Herzogtümer der Wenden und der Kaschuben bis 1918.

### Herzog von Crossen
Herzog Konrad XI. von Glogau aus dem Geschlecht der Piasten vermachte Crossen seiner Frau Barbara von Brandenburg. Nach seinem Tod kam es zum Streit zwischen dem Kurfürsten von Brandenburg Albrecht Achilles und Johann, Herzog von Sagan. Der römisch-deutsche König Ferdinand I. verzichtete 1538 in seiner Eigenschaft als König von Böhmen auf alle böhmischen Rechte auf Crossen. Damit kam das Herzogtum Crossen in den Besitz von Brandenburg. Crossen verblieb aber bis 1742 unter Böhmischer Lehnshoheit. Der auf Crossen bezogene Herzogstitel lautete bis 1742 „Herzog in Schlesien zu Crossen“. Danach hieß er nur noch Herzog zu Crossen, weil Schlesien nunmehr selbständiger Bestandteil des Titels wurde.

### Herzog von Lauenburg
Im Preußischen Königstitel sind nacheinander zwei verschiedene Landschaften mit dem Namen Lauenburg vertreten, die hier beide vorgestellt werden, obgleich der Titel Herr zu Lauenburg vom deutschen Kaiser nicht mehr geführt wurde, damit Verwechslungen vorgebeugt wird.
Am 30. Oktober 1657 vereinbarten der Kurfürst von Brandenburg und der polnische König im Vertrag von Bromberg die Übergabe der Lande Lauenburg und Bütow an Brandenburg als Belohnung für dessen Unterstützung gegen Schweden. Es handelte sich um das Gebiet um die Städte Bütow und Lauenburg in Pommern.
Am 14. April 1658 erfolgte die feierliche Übergabe der Lande Lauenburg und Bütow durch den vom polnischen König beauftragten Johannes Ignatius Bakowski an die vom Kurfürsten beauftragten Adam von Podewils und Ulrich Gottfried von Somnitz. Daraufhin fügte der Kurfürst seinen bisherigen Titeln noch den eines „Herr von Lauenburg und Bütow“ bei.
1804 wurde Lauenburg-Bütow der preußischen Provinz Pommern einverleibt. Damit verschwand der Ausdruck „Herr von Lauenburg und Bütow“ aus der Titulatur. Seine Verwendung ist nur noch für 1817 belegt.
Der Titel Herzog von Lauenburg bezieht sich auf das Herzogtum Lauenburg im Bereich des heutigen Schleswig-Holstein.
Dänemark trat das Herzogtum Lauenburg im Wiener Frieden (30. Oktober 1864) an Österreich und Preußen ab. In der Gasteiner Konvention (14. August 1865) verkaufte der österreichische Kaiser seine Rechte an dem Herzogtum für 2,5 Mio. Taler an den preußischen König und am 15. September 1865 ging es endgültig in den Besitz der Krone Preußens über. Es war bis 1876 in Personalunion mit Preußen verbunden und wurde am 1. Juli 1876 mit der Preußischen Monarchie und speziell mit der Provinz Schleswig-Holstein vereinigt.
In der Verfassungsurkunde des Deutschen Reiches vom 16. April 1871 hieß es daher unter I. Bundesgebiet Art. 1: Das Bundesgebiet besteht aus den Staaten Preußen mit Lauenburg usw.
Der König von Preußen führte den Titel aber erst nach dem Erlass vom 16. August 1873 betreffend die Abänderung des Großen und mittleren Königlichen Titels.
Seit 1890 war auch Bismarck Herzog zu Lauenburg, ein Titel, den er anlässlich seiner Entlassung erhielt, aber nie führte.

### Herzog zu Mecklenburg
Mecklenburg wurde 1701 durch die dritte Hauptlandesteilung (Hamburger Vergleich) in die Landesteile Mecklenburg-Schwerin und Mecklenburg-Strelitz geteilt. Mecklenburg-Schwerin kam an Herzog Friedrich Wilhelm, Mecklenburg-Strelitz an Herzog Adolf Friedrich II. (19. Oktober 1658 bis 12. Mai 1708). Am 28. November 1708 heiratete Friedrich I. (III.), König in Preußen, in dritter Ehe die Herzogin Sophie Luise zu Mecklenburg (-Schwerin), Schwester des in Mecklenburg-Schwerin regierenden Herzogs. Durch die Heirat geriet der preußische König in den Besitz des mecklenburgischen Herzogtitels, ohne jedoch dort eine Funktion auszuüben.
Auf dem Wiener Kongress wurden beide in Mecklenburg regierende Herzöge zu Großherzögen erhoben. Beide mecklenburgischen Großherzoge führten auch weiterhin absolut identische Titel.

### Landgraf zu Hessen
Die Landgrafschaft Hessen-Kassel war nach dem Reichsdeputationshauptschluss zum Kurfürstentum erhoben und wird für diesen Zeitraum als „Kurhessen“ bezeichnet. Es verlor diese Eigenschaft 1866 nach dem Ende des Deutschen Krieges und wurde von Preußen annektiert. Die Eigenschaft, Landgrafschaft zu sein, blieb aber erhalten, so dass dem Großen Titel „Landgraf von Hessen“ hinzugefügt wurde.

### Landgraf zu Thüringen
1815 übernahm Preußen im Rahmen der Teilung des Königreiches Sachsen von der sächsischen Krone den „Thüringer Kreis“, jenen Teil der ehemaligen Landgrafschaft Thüringen, der mit der Wettiner Erbteilung von 1485 an die albertinische Linie gefallen und den 1547 Kurfürst Moritz von Sachsen in einer eigenen Verwaltungseinheit zusammengefasst hatte. 1815 wurde der historische Titel Landgraf von Thüringen hinzugefügt. Auf dem Wiener Kongress erhielt Preußen die Städte Erfurt, Mühlhausen, Nordhausen, das Obereichsfeld zurück und gewann das gesamte albertinisch-sächsische Nordthüringen.

### Markgraf der Ober- und Niederlausitz
Im Dreißigjährigen Krieg konnte der protestantische sächsische Kurfürst als Belohnung für sein Bündnis mit dem katholischen Kaiser 1635 die zu Böhmen gehörenden Markgrafschaften Ober- und Niederlausitz erwerben.
Im Frieden von Tilsit 1807 verlor König Friedrich Wilhelm III. Teile der Niederlausitz.
1815 erfolgte bei der Teilung Sachsens auch die der Lausitz:  Die Niederlausitz und der Nordosten der Oberlausitz fielen an das preußische neu gebildete „Herzogthum Sachsen“, nur der Südwesten der Oberlausitz verblieb bei Sachsen. Seitdem führte der König von Preußen auch den Titel eines „Markgrafen von Ober- und Niederlausitz“. Nach der Eingliederung nach Preußen wurde die Niederlausitz verwaltungsseitig der preußischen Provinz Brandenburg, und die nordwestliche Oberlausitz der preußischen Provinz Schlesien zugeordnet.

### Prinz von Oranien
Die erste Frau des Großen Kurfürsten Friedrich Wilhelm von Brandenburg (1620–1688) war Prinzessin Luise Henriette von Nassau-Oranien. Luise Henriette war die Mutter des ersten preußischen Königs Friedrich I. (1657–1713) und zugleich das Enkelkind Wilhelms I. von Oranien. In Anlehnung an die oranische Verwandtschaft bekamen die Söhne des preußischen Kronprinzen, des späteren Friedrich Wilhelm I., 1708 und 1712 von König Friedrich I. in Preußen auch den Titel eines Prinzen von Oranien verliehen. Seitdem wurde der Titel in der Titulatur aufgeführt.

### Fürst zu Rügen
Im Jahre 1282 wurde Rügen deutsches Lehen und 1321 schloss der letzte Rügener Fürst Witzlaw III. mit dem Herzog Wartislaw IV. von Pommern-Wolgast einen Erbvertrag ab, auf Grund dessen nach dem Tode Witzlaws Rügen im Jahre 1325 an Pommern fiel, zunächst als separate Linie der Herzöge von Barth und ab 1478 mit Pommern vereinigt. Seitdem führte der Markgraf von Brandenburg auch den Titel „Fürst zu Rügen“.
Im Westfälischen Frieden 1648 fiel Rügen zusammen mit Vorpommern an Schweden. Der Titel „Fürst von Rügen“ wurde beim Markgrafen von Brandenburg gelöscht.
Nach dem Sieg über Napoleon trat Schweden im Kieler Frieden 1814 Rügen und Vorpommern gegen Norwegen an Dänemark ab. Aber Dänemark konnte Rügen und Vorpommern nicht in Besitz nehmen. Denn Norwegen widersetzte sich der schwedischen Einverleibung; deswegen unterblieb von Seiten Schwedens, solange es diese Entschädigung noch nicht besaß, die faktische Abtretung Rügens und Vorpommerns. Preußen war aber nicht mehr gewillt, sich hier seine alten Rechtsansprüche wieder schmälern zu lassen. So musste sich Dänemark mit Preußen auf dem Wiener Kongress einigen. Dänemark verzichtete zugunsten des Königs von Preußen auf Rügen und Vorpommern und nahm 4. Juni 1815 als Entschädigung das Herzogtum Lauenburg und 2,5 Millionen Thaler. Drei Tage danach kam auch zwischen Schweden und Preußen ein abschließender Traktat zustande, nach dem Preußen Rügen und Vorpommern gegen eine Summe von 3,5 Millionen Thaler erhielt. Am 15. September 1815 erließ König Friedrich Wilhelm III. aus dem eroberten Paris das Patent, kraft dessen er Besitz ergriff von Vorpommern und Rügen und seinen Titeln erneut den eines Fürsten zu Rügen zulegte.

### Fürst zu Ostfriesland
Fürst Christian Eberhard schloss am 20. März 1691 einen Erbverbrüderungsvertrag mit den Welfen, der für den Fall des Aussterbens der Cirksena den Besitzübergang Ostfrieslands an Hannover, bei Aussterben des Hauses Hannover den Anfall der Grafschaften Hoya und Diepholz an Ostfriesland vorsah. Der Kaiser bestätigte diesen Vertrag nicht, sondern erteilte dem Kurfürsten Friedrich III. von Brandenburg am 10. Dezember 1694 die schon von seinem Vater beantragte Anwartschaft auf Ostfriesland.
Es kam zu Aufständen der renitenten Stände gegen den Fürsten von Ostfriesland Georg Albrecht, die im Appell-Krieg niedergekämpft wurden. Der Kaiser amnestierte 1732 die Aufständischen mit der Maßgabe, dass die alten Landesverträge weiterhin Grundlage der Ostfriesischen Landesverfassung sein sollten. In diesem Jahr fügte König Friedrich II. den Titel „Fürst zu Ostfriesland“ nach einem von ihm ausgestellten Patent von 1732 seinem Titel hinzu, um seinen Anspruch zu dokumentieren. 1734 trat der letzte Fürst von Ostfriesland, Carl Edzard seine Regierung an. Er heiratete Sophia Wilhelmina von Brandenburg-Bayreuth. Carl Edzards Auseinandersetzungen mit den Ständen führten zu Verhandlungen Emdens mit Preußen, an deren Ende die Emder Konvention stand, wonach Emden das preußische Nachfolgerecht gegen Zusicherung seiner alten Sonderrechte anerkannte. Als am 25. Mai 1744 Carl Edzard starb, machte König Friedrich II. von Preußen sofort sein Nachfolgerecht geltend und besetzte Ostfriesland.

### Fürst zu Paderborn
Den Titel führte der König von Preußen seit 1803. Das Fürstentum Paderborn war 1803 aus dem säkularisierten Hochstift Paderborn hervorgegangen. Es war als Entschädigungsland an Preußen gefallen, welches es bereits 1802 besetzt hatte. § 3 des Reichsdeputationshauptschlusses lautete: „Dem Könige von Preußen, Kurfürsten von Brandenburg, für das Herzogthum Geldern, und den auf dem linken Rheinufer gelegenen Theil des Herzogthums Cleve, für das Fürstenthum Moeurs, die Bezirke von Sevenaer, Huissen und Malburg, und für die Rhein- und Maaszölle: die Bisthümer Hildesheim und Paderborn; …“. Der letzte Fürstbischof von Paderborn, Franz Egon von Fürstenberg, behielt seine geistliche Würde als Bischof der Bistümer Paderborn und Hildesheim, ebenso wurde ihm der persönliche Fürstentitel gelassen. Der Friede von Tilsit schlug das Fürstentum 1807 dem Königreich Westphalen zu. Im Jahr 1815 wurde es durch die Wiener Schlussakte wieder preußisch.

### Fürst zu Pyrmont
Durch einen Erbvertrag gelangte die Grafschaft Pyrmont im Jahre 1625 zu Waldeck. Anton Ulrich von Waldeck und Pyrmont wurde am 6. Januar 1712 von Kaiser Karl VI. in den erblichen Fürstenstand erhoben und nannte sich seitdem Fürst von Waldeck und Pyrmont. Pyrmont wurde nach einer Erbteilung 1805 im Jahre 1812 wieder mit Waldeck vereinigt.
1862 wurde eine Militärkonvention mit Preußen geschlossen. 1866 trat das Fürstentum unter dem Namen Waldeck dem Norddeutschen Bund bei. Doch lehnte der Landtag die Bundesverfassung einstimmig ab, um den Fürsten zu einem „Accessionsvertrag“ mit Preußen zu drängen. Im Oktober 1867 schloss Waldeck-Pyrmont erstmals einen „Accessionsvertrag“ mit Preußen. Er wurde am 22. Oktober des Jahres von der Landesvertretung genehmigt. Danach ging die Verwaltung Waldecks vom 1. Januar 1868 auf zunächst zehn Jahre an Preußen über. Dadurch nahm der König von Preußen auch den Titel eines Fürsten von Pyrmont an, obgleich es weiterhin einen regierenden Fürsten von Pyrmont bis 1918 gab. Der Fürst behielt sich das Begnadigungsrecht, das Kirchenregiment und die Zustimmung bei Gesetzgebung vor. In Justiz- und Schulangelegenheiten ressortierte das Land bei den preußischen Behörden in Kassel. Damit entstand eine einmalige staatliche Situation: Ein Staat, Preußen, verwaltet den anderen, Waldeck-Pyrmont. Die Gründung des Deutschen Reichs änderte in den Verhältnissen Waldecks nichts. Der „Accessionsvertrag“ wurde regelmäßig verlängert.

### Fürst zu Halberstadt
Der Friedensschluss 1648 (Westfälischer Frieden) brachte Brandenburg als Territorialgewinn auch das Bistum Halberstadt, das in ein weltliches Fürstentum umgewandelt wurde. Seitdem führte der Markgraf von Brandenburg auch den Titel „Fürst von Halberstadt“, der dann auf den preußischen König überging.

### Fürst zu Münster
Das Hochstift Münster entstand bei der Zerschlagung des Herzogtums Sachsen im Zuge der Auseinandersetzungen zwischen Heinrich dem Löwen und Friedrich Barbarossa 1180. Der bischöfliche Stuhl von Münster wurde mit Teilen des ehemaligen Herzogtums belehnt und der Bischof, damals Hermann I. von Katzenelnbogen, erhielt die Rechte des Landesherrn über sein Hochstift, das damals größer war als seine kirchliche Diözese. Im Reichsdeputationshauptschluss von 1803 erhielt Preußen auch das inzwischen säkularisierte Hochstift Münster als Erbfürstentum Münster, das es bereits 1802 weitestgehend in Besitz genommen hatte. Seitdem führte der König von Preußen auch den Titel „Fürst zu Münster“.

### Fürst zu Minden
Als Ergebnis der Verhandlungen des Westfälischen Friedens 1648 fiel das ehemalige selbständige Hochstift Minden an das Kurfürstentum Brandenburg. Der Markgraf von Brandenburg führte ab da den Titel „Fürst zu Minden“.

### Fürst zu Osnabrück
Das Hochstift kam im Reichsdeputationshauptschluss 1803 an das Kurfürstentum Hannover, das 1815 Königreich wurde. Mit der Einverleibung Hannovers in Preußen geriet auch das Fürstentum Osnabrück 1866 an Preußen. Seitdem hatte der König von Preußen den Titel „Fürst zu Osnabrück“ inne, führte ihn aber erst nach dem „Erlass vom 16. August 1873 betreffend die Änderung des großen und mittlern Königlichen Titels“.

### Fürst zu Hildesheim
Nach der Säkularisation des Bistums fiel das Hochstift Hildesheim nach dem Friedensvertrag von Paris (20. Mai 1802) an Preußen. Nach der Niederlage Preußens bei Jena und Auerstedt 1806 wurde das Fürstentum ein Distrikt im neu gegründeten Königreich Westphalen im Departement Oker. Durch eine Vereinbarung zwischen Preußen und Hannover von 1813, die auf dem Wiener Kongress bestätigt wurde, kam das Fürstentum Hildesheim zum Königreich Hannover. Mit dem Ende des Königreichs Hannover kam das Fürstentum Hildesheim 1866 an Preußen. Der preußische König führte den Titel erst nach dem Erlass vom 16. August 1873 betreffend die Abänderung des großen und mittleren Königlichen Titels.

### Fürst zu Verden
Durch den Westfälischen Frieden fiel das Bistum Verden als Reichslehen an die Krone Schwedens.
Kurfürst Georg I. von Hannover erhielt während des Nordischen Krieges das Fürstentum Verden von Schweden im Frieden von Stockholm von 1719. Mit dem Ende des Königreichs Hannover kam das Fürstentum Verden 1866 an Preußen. Der preußische König führte den Titel erst nach dem Erlass vom 16. August 1873 betreffend die Abänderung des großen und mittleren Königlichen Titels.

### Fürst zu Cammin
Im Friedensvertrag von Münster kam 1648 das Bistum Cammin in Hinterpommern an Preußen. Der letzte evangelische Bischof von Cammin, Herzog Ernst Bogislaw von Croy (1620–1664), ein Neffe von Herzog Bogislaw XIV., wurde 1650 mit 100.000 Talern abgefunden, damit er auf seine Rechte im Bistum verzichtete. Das Territorium des Bistums wurde ohne weiteres eingegliedert, aber 1669 als reichsunmittelbar bestätigt, und der Kurfürst von Brandenburg erhielt für das Fürstentum Kammin Sitz und Stimme im Reichstag. Der Titel ging dann auf den König von Preußen über.

### Fürst zu Fulda
1803 fiel das Hochstift Fulda im Reichsdeputationshauptschluss zunächst an Nassau-Oranien, 1806 an Frankreich, am 16. Februar 1810 wurde das Fürstentum Aschaffenburg gegründet. Diesem wurde 1810 das Fürstentum Fulda einverleibt, und es wurde zum Großherzogtum Frankfurt. 1813 kam Fulda nach Auflösung des Großherzogtums Frankfurt unter die Verwaltung Österreichs. 1815 kam es teilweise an Preußen. Am 8. Februar 1816 wurde es an das Kurfürstentum Hessen abgetreten. Mit diesem kam es 1866 wieder an Preußen. Der preußische König führte den Titel erst nach dem Erlass vom 16. August 1873 betreffend die Abänderung des großen und mittleren Königlichen Titels.

### Fürst zu Nassau
Am 17. Juli 1806 traten der Fürst Friedrich August von Nassau-Usingen und sein Vetter Fürst Friedrich Wilhelm von Nassau-Weilburg dem Rheinbund bei. Im Gegenzug erhielt dafür Fürst Friedrich August, der Älteste des Hauses Nassau, die Herzogswürde. Beide Fürsten fällten sodann die Entscheidung, ihre beiden Fürstentümer zu einem Herzogtum zu vereinen. Dies wurde am 30. August 1806 vollzogen.
Den 1866 folgenden Deutschen Krieg gegen Österreich und fast alle deutschen Staaten konnte Preußen durch seinen Sieg bei Königgrätz für sich entscheiden. Preußen annektierte dabei durch Gesetz vom 20. August 1866 unter anderem Nassau. Der preußische König führte den Titel erst nach dem Erlass vom 16. August 1873 betreffend die Abänderung des großen und mittleren Königlichen Titels.

### Fürst zu Moers
Nach dem Tode der letzten Witwe des Hauses Moers-Neuenahr kam die Grafschaft auf Grund eines Testaments (1600) an Moritz von Nassau-Oranien, Feldherr der vereinigten Niederlande.
Wilhelm III. von Nassau-Oranien, Statthalter der Niederlande, starb 1702. Er hatte per Testament all seine Besitztümer und Rechte seinem entfernten friesischen Vetter Prinz Johann Wilhelm Friso (1687–1711), Sohn des Reichsfürsten Heinrich Casimir II. von Nassau-Dietz vermacht. Dieses Erbe wurde aber vom preußischen König Friedrich I., Sohn des Kurfürsten Friedrich Wilhelm von Brandenburg, der in 1. Ehe mit Luise Henriette von Oranien, einer Tochter von Friedrich Heinrich von Oranien, verheiratet war, angefochten. Wie aus der Stammtafel von Nassau-Oranien hervorgeht, war Wilhelm III. ein Enkel ebendieses Friedrich Heinrich von Oranien, genau wie König Friedrich der I. Johann Wilhelm Friso war aber dessen Urenkel.
Beim Tod Johann Wilhelm Frisos hatte man immer noch keine Einigung erzielt. Aber der König nahm noch 1702 den Titel eines Grafen von Moers an, um seinen Anspruch zu dokumentieren. 1712 vertrieb General Leopold von Anhalt-Dessau im Auftrag König Friedrichs I. im Zuge des Spanischen Erbfolgekrieges die Niederländer. 1706 wurde die Grafschaft Moers ein Fürstentum.
1794 wurde Moers französisch besetzt und gehörte ab 1801 zum Département de la Roer, wofür Preußen im Reichsdeputationshauptschluss 1803 mit anderen Gebieten entschädigt wurde. Nach dem Wiener Kongress kam Moers mit den Rheinlanden wieder an Preußen zurück.

### Gefürsteter Graf zu Henneberg
Die mächtigste Linie der Henneberger Grafen war die Linie Henneberg-Schleusingen. 1310 wurde Henneberg-Schleusingen (mit Berthold VII.) vom späteren Kaiser Heinrich VII. in den Reichsfürstenstand erhoben.
Im Jahre 1554 schlossen Graf Wilhelm und seine Söhne einen Erbfolgevertrag (Kahlaer Vertrag) mit Johann Friedrich dem Mittleren von Sachsen – Ernestinische Linie. Danach sollte bei einem Aussterben der Henneberger Grafen die Grafschaft an diese fallen. Dieser Vertrag wurde durch Kaiser Karl V. bestätigt. 1583 trat der Erbfall ein, nachdem der letzte Henneberger Georg Ernst ebenso wie schon 1574 sein Bruder Poppo VII. kinderlos verstorben war.
Im Weimarer Abschied vom 9. August 1660 erfolgte eine Teilung des Henneberger Landes. 5/12 fielen an das Herzogtum Sachsen-Zeitz (Amt und Stadt Schleusingen mit Kloster Veßra, Amt und Stadt Suhl, Amt und Schloss Kühndorf mit Kloster Rohr sowie Amt Benshausen). Die übrigen 7/12 fielen zu gleichen Teilen an Herzog Friedrich Wilhelm von Sachsen-Altenburg und Herzog Wilhelm von Sachsen-Weimar und seinen Bruder Ernst I. von Sachsen-Gotha. Die Linie Sachsen-Zeitz starb mit Moritz Wilhelm 1718 aus. Die 5/12 des Henneberger Landes kamen nun an Kursachsen. Durch den Wiener Kongress und den 4. Artikel des Friedenstraktates vom 15. Mai 1815 fiel das vom kursächsischen, seit 1806 vom König von Sachsen regierte 5/12 des Henneberger Landes an Preußen, und Friedrich Wilhelm III. nahm den Titel „Gefürsteter Graf von Henneberg“ an.

### Graf von der Mark
Die Grafen von der Mark hatten zuletzt die Herrschaft über die Herzogtümer Jülich, Kleve und Berg, die Grafschaften Mark und Ravensberg sowie die Herrschaft Ravenstein. Das zeitweilig ihrem Besitz zugehörige Herzogtum Geldern hatten sie an die Habsburger abtreten müssen. Der letzte Herrscher des Geschlechts war Johann Wilhelm von Jülich-Kleve-Berg, der am 25. März 1609 kinderlos verstarb. Der Erbanspruch des Hauses Hohenzollern beruhte auf der Heirat der Erbtochter Marie Eleonore von Jülich-Kleve-Berg mit dem Herzog von Preußen Albrecht Friedrich und der Verbindung ihrer ältesten Tochter mit Johann Sigismund Kurfürst und Markgraf von Brandenburg, dessen Linie auch das Herzogtum Preußen erbte, da Albert Friedrich ohne männlichen Erben blieb.
Mit dem Tod Johann Wilhelms von Jülich, Kleve und Berg kam es zum Jülich-Klevischen Erbfolgestreit, der mit dem Vertrag von Xanten 1614 vorläufig endete. Der in diesem Vertrag festgeschriebene Erbvergleich brachte die Grafschaft Mark in den Besitz des Kurfürsten und Markgrafen Johann Sigismund von Brandenburg. Die endgültige Teilung wurde jedoch erst im Klever Hauptvergleich am 9. September 1666 zwischen den beiden Parteien besiegelt. Bereits vorher hatte Johann Sigismund seinen Anspruch auf die Grafschaft Mark angemeldet, indem er sich schon 1609 den Titel „Graf von der Mark“ zulegte, nachdem das Geschlecht von der Mark ausgestorben war. Die sächsischen Erbansprüche aus einer weiteren Heirat blieben unberücksichtigt.

### Graf zu Ravensberg
1510 heiratete Johann von Kleve die Tochter des letzten Herzogs von Jülich-Berg, Maria von Jülich, was 1521 zur Vereinigung von Kleve-Mark mit Jülich-Berg-Ravensberg führte.
Johann führte im Einverständnis mit Kaiser Maximilian I. eine Erbunion mit Wilhelm von Jülich-Berg herbei. Dessen Tochter Maria heiratete 1510 Johann III. von Mark-Kleve (1511/21–1539), der 1525 auch Ravenstein erbte. Mit dem Tod Wilhelms von Jülich-Berg im Jahre 1511 wurden Kleve-Mark und Jülich-Berg sowie Ravensberg in Personalunion vereinigt.
Nach dem Aussterben des Hauses Kleve mit dem Tode Johann Wilhelms, der 1609 kinderlos starb, kam es zum Jülich-Klevischen Erbfolgestreit zwischen Brandenburg und Pfalz-Neuburg. Im Erbvergleich 1614 (Vertrag von Xanten) fiel Ravensberg zusammen mit Kleve und Mark an den Kurfürsten Johann Sigismund von Brandenburg. Die endgültige Teilung wurde jedoch erst im Klever Hauptvergleich am 9. September 1666 zwischen den beiden Parteien besiegelt. Markgraf Johann Sigismund nahm bereits 1609 den Titel „Graf zu Ravensburg“ an, um seinen Anspruch öffentlich kundzutun.
1807 wurde die Grafschaft Ravensberg in das Königreich Westphalen eingegliedert und 1811 von Frankreich annektiert. Durch den Wiener Kongress erhielt Preußen 1815 die Grafschaft zurück und bezog sie in die preußische Verwaltungsgliederung ein.

### Graf zu Hohenstein
Im Westfälischen Frieden (1648) wurde mit Ausnahme des Stiftsamtes Walkenried die Grafschaft Hohenstein dem Kurfürsten von Brandenburg zugesprochen.
Kurfürst Friedrich Wilhelm von Brandenburg hatte jedoch seinem Geheimen Rat, den schwedischen Obristen Graf Johann von Sayn-Wittgenstein, die Grafschaft Hohenstein für seine Verdienste bei den Friedensverhandlungen versprochen und sie bereits 1647 überschrieben.
1651 trat Graf Sayn-Wittgenstein die Regierung an. Im Jahre 1657 starb Graf Johann von Sayn-Wittgenstein. Von den 18 Kindern des Verstorbenen wurden die Grafen Ludwig Christian, Gustav, Otto und Friedrich Wilhelm mit Lohra und Klettenberg neu belehnt.
Am 6. August 1670 trat Graf Ludwig Christian die Grafschaft Hohenstein an seinen Bruder, Graf Gustav von Sayn-Wittgenstein ab, der damit alleiniger Herrscher in der Grafschaft wurde.
Im April 1688 starb Kurfürst Friedrich Wilhelm. Sein Sohn Friedrich III. verhandelte weitere elf Jahre mit Graf Gustav. Dann war seine Geduld zu Ende, und er bemächtigte sich am 12. Dezember 1699 unter Anwendung von Gewalt endgültig der Grafschaft Hohenstein. Seit dieser Zeit führte der Kurfürst von Brandenburg auch den Titel „Graf zu Hohenstein“.

### Graf zu Tecklenburg und Lingen
1493 erfolgte eine Teilung der Grafschaft Tecklenburg in die Grafschaften Tecklenburg und Lingen, und Nikolaus IV. erhielt die Grafschaft Lingen. 1541 kam Lingen jedoch unter dem Grafen Konrad von Tecklenburg, dem Neffen Nikolaus IV., wieder an die Hauptlinie zurück.
Wegen der Zugehörigkeit des Grafen Konrad von Tecklenburg-Schwerin zum Schmalkaldischen Bund wurde den Tecklenburgern 1548 Lingen entzogen und Kaiser Karl V. als Herzog von Geldern zugeteilt, der sie mit seinen niederländischen Besitzungen vereinte. Mit diesen kam Lingen 1555 an Philipp II. von Spanien. Damit wurde die Grafschaft auch Gegenstand des Achtzigjährigen Krieges zwischen Spanien und den Niederlanden. 1597 eroberte Prinz Moritz von Oranien Lingen.
1576 wurde durch den Grafen Konrad von Solms-Braunfels ein Erbprozess um Tecklenburg vor dem Reichskammergericht angestrengt, da seine Mutter Anna von Tecklenburg, die Tochter Ottos VIII. von Tecklenburg, gewesen war.
1605 bis 1632 kam Lingen wieder an Spanien und anschließend (1633) erneut an Nassau-Oranien.
Tecklenburg wurde 1596 vom Reichskammergericht dem Grafen Johann Albrecht I. von Solms-Braunfels, dem Sohn Konrads, zugesprochen.
1702 gelangte die Grafschaft Lingen nach dem Tode Wilhelms III. von Oranien im Erbgang an Preußen und wurde verwaltungsmäßig wieder mit Tecklenburg vereint.
1707 verkaufte Wilhelm Moritz von Solms-Braunfels Tecklenburg an Preußen. Seit 1707 führte der König in Preußen auch den Titel Graf von Tecklenburg. Da Preußen seit 1702 auch im Besitz von Lingen war, wurde das Tecklenburger Gebiet erstmals wieder in einer Hand vereint.

### Graf zu Mansfeld
Im 16. Jh. lebten die Grafen von Mansfeld, die sich in die Linien Mansfeld-Vorderort, Mansfeld-Mittelort und Mansfeld-Hinterort gespalten hatten, über ihre finanziellen Möglichkeiten. Eine Kommission stellte für Mansfeld-Vorderort Schulden in Höhe von fast 2,75 Millionen Gulden fest. Da die ebenfalls verschuldeten Linien vom Mittel- und Hinterort nicht zahlen konnten, erzwangen die Gläubiger der sechs Grafen von Mansfeld-Vorderort 1570 die Zwangsverwaltung dieses Teiles der Grafschaft.
Sachsen übernahm einen Großteil der Grafschaft Mansfeld. Drei Fünftel der Grafschaft gehörte nun zu Sachsen, zwei Fünftel zu Magdeburg.
1680 erwarb Preußen das Herzogtum Magdeburg mit dem magdeburgischen Teil der Grafschaft Mansfeld und hob 1716 die Zwangsverwaltung auf.
1710 starb der letzte auf Schloss Mansfeld wohnende Graf Georg III. (evangelische Linie), und am 31. März 1780 starb auch der letzte männliche Mansfelder Graf Josef Wenzel Nepomuk von Mansfeld-Vorderort (katholisch gebliebene Linie). 1502 starb auch der letzte männliche Nachkomme der abgespaltenen Linie Mansfeld-Bornstedt. Da sämtliche Lehen der Grafen Mannlehen und damit weibliche Nachkommen nicht erbberechtigt waren, fielen diese an die Lehnsherren Kursachsen und an Preußen als „Nachfolger“ des Erzbistums Magdeburg zurück. Preußen erhielt die 2/5 von Magdeburg und Kursachsen die 3/5 der Gesamtgrafschaft Mansfeld, die es schon besessen hatte.
1807 wurde Mansfeld preußischen und sächsischen Anteils im Frieden von Tilsit zum Saale-Departement mit der Hauptstadt Halberstadt zusammengefasst und kam zum Königreich Westphalen.
Durch Beschluss des Wiener Kongresses kam die ehemalige Grafschaft Mansfeld 1815 insgesamt an Preußen, so dass ab dem Zeitpunkt der preußische König den Titel Graf zu Mansfeld innehatte. Er führte den Titel aber erst nach dem Erlass vom 16. August 1873 betreffend die Abänderung des großen und mittleren Königlichen Titels.

### Graf zu Sigmaringen
Der römisch-deutsche König Ferdinand I. belehnte 1535 in seiner Eigenschaft als Erzherzog von Österreich den Grafen Karl I. von Hohenzollern mit den Grafschaften Sigmaringen und Veringen, obgleich die Grafschaft Sigmaringen gar kein habsburgischer Besitz, sondern Reichslehen war.
Für eine kurze Phase des 16. Jahrhunderts war das gesamte damalige Herrschaftsgebiet in der Hand des Grafen Karl I. von Hohenzollern vereinigt, bevor er es 1576 unter seine drei älteren Söhne teilte. Diese wurden zu den Begründern der Linien Hohenzollern-Hechingen, Hohenzollern-Sigmaringen und Hohenzollern-Haigerloch. Die Haigerlocher Linie starb schon 1634 aus. 1623 erhob Kaiser Ferdinand II. die beiden übrigen Linien Hechingen und Sigmaringen in den Reichsfürstenstand. Da aber das Herrschaftsgebiet Sigmaringen als Grafschaft ein Lehen Habsburgs gewesen war, blieb Sigmaringen auch nach der Fürstenerhebung der Grafen weiterhin Grafschaft.
So blieb es, abgesehen von den im Reichsdeputationshauptschluss und in der Rheinbundakte erreichten Gebietsvergrößerungen, bis zum Herrschaftsverzicht der beiden Fürsten Karl Anton von Hohenzollern-Sigmaringen und Konstantin von Hohenzollern-Hechingen im Jahr 1849. Sie behielten den Fürstentitel bei. So hatte der preußische König nur den Titel „Graf von Sigmaringen“ inne.
Er führte den Titel aber erst nach dem Erlass vom 16. August 1873 betreffend die Abänderung des großen und mittleren Königlichen Titels.

### Graf zu Veringen
Im Jahre 1535 erwarben die Grafen von Zollern die Grafschaft von Veringen von König Ferdinand I. als Habsburger Lehen. So blieb die Grafschaft bis zum Herrschaftsverzicht der beiden Fürsten Karl Anton von Hohenzollern-Sigmaringen und Konstantin von Hohenzollern-Hechingen im Jahr 1849. Ab da hatte der preußische König den Titel „Graf von Veringen“ inne.
Er führte den Titel aber erst nach dem Erlass vom 16. August 1873 betreffend die Abänderung des großen und mittleren Königlichen Titels.

### Herr von Frankfurt
Den Deutschen Krieg gegen Österreich und seine Verbündeten konnte Preußen durch seinen Sieg bei Königgrätz 1866 für sich entscheiden. Preußen annektierte danach durch Gesetz vom 20. September 1866 unter anderem die am 16. Juli 1866 durch preußische Truppen besetzte Freie Stadt Frankfurt. Da Frankfurt eine Republik gewesen war, konnte der Titel nur „Herr von Frankfurt“ lauten.
Der preußische König führte den Titel erst nach dem „Erlass vom 16. August 1873 betreffend die Abänderung des großen und mittleren Königlichen Titels“.

## Entwicklung des Titels der Hohenzollern in zeitlicher Reihenfolge seit der Übernahme der Mark Brandenburg 1415 in Beispielen
1415 („Burggraf von Nürnberg“ hatte keine Herrschaftsgewalt über die Stadt Nürnberg, aber über Gebiete in der Umgebung. Markgraf Albrecht Achilles von Brandenburg versuchte vergeblich, im Ersten Markgrafenkrieg die Herrschaft auch über die Stadt zu erlangen.):
Wir Fridrich von gotes gnaden Marggrave zu Brandenburg,
des heiligen Romischen Ryches Ertzkamerer und Burggrave zu Nuremberg.
1465 (1464 hatte der Markgraf von Brandenburg die Nachfolge in das Herzogtum Pommern geltend gemacht, mit dem auch die Kaschuben und Wenden sowie auch das Herzogtum Stettin einbeschlossen waren. Der Titel wurde ununterbrochen geführt, auch wenn Stettin zwischenzeitlich von Schweden beherrscht wurde und erst am Ende des Nordischen Krieges 1720 an Preußen kam. 1815 verschwand Stettin aus dem Titel.):
Wir Friederich von Gotes Gnaden Marggrave zu Brandenburg, Kurfürste, des heiligen Römischen Reiches Ertz-Cammerer und zu Stettin, Pommern Wenden und Cassuben Hertzoge unde Burggrave zu Nüremberg.
1476 (1478 wurde Rügen mit Pommern vereinigt. Der Anspruch wurde schon vorher angemeldet; bleibt bis 1648):
Wy albrecht von gotts gnaden Marggrave zu Brandemburg, des heyligen Romischen Rikes ertzkemerer to Stettin pomern der Cassuben und Wenden Hertzoge, Burggrave zu Noremberg und Furste to Rugen.
1538 (Das schlesische Herzogtum Crossen kommt dazu; „in Schlesien zu Crossen“ bleibt bis 1742):
Wir Joachim von Gottes Gnaden, Marggraff zu Brandenburg, des Heiligen Römischen Reichs Ertz-Cammerer undt Churfürst, zu Stettin, Pommern, der Caßuben undt Wenden, undt in Schlesien zu Croßen Hertzog, Burggraffen zu Nurnberg undt Fürsten zu Rugen.
1571 (1569 kam unter dem Hohenzollern Albrecht I. von Brandenburg-Ansbach auch Preußen hinzu):
Wir Johanns Georg, von Gotts gnaden Marckgraff zu Brandenburgk, des Heiligen Romischen Reichs ErtzCammerer vnd Churfurst, in Preussen, zu Stettein, Pommern, der Cassuben, Wenden vnd in Schlesien zu Crossen Hertzogk, Burggraff zu Nurmbergk vnd furst zu Ruegen.
1612 (Kurfürst Joachim Friedrich führte ab 1605 als Administrator im Herzogtum Preußen den Herzogstitel; 1609 kamen Jülich, Kleve, Berg, die Mark, Ravensberg und Ravenstein hinzu. Jägersdorf in Schlesien kam nach dem Tode von Georg Friedrich von Ansbach und Jägersdorf an Brandenburg. Blieb bis 1685 im Titel):
Von Gottes gnaden, Wir Johann Sigißmundt, Marggraf zu Brandenburgk, des Heiligen Römischen Reichs Ertz-Cämmerer und Churfürst, in Preussen, zu Gülich, Cleve, Berge, Stettin, Pommern, der Cassuben, Wenden, auch in Schlesien, zu Crossen undt Jägerndorf Hertzogk, Burggraff zu Nürnbergk und Fürst zu Rügen, Graff zu der Marck und Ravenßberg, Herr zu Ravenstein.
1661 (1618 wurde Kurfürst Johann Sigismund durch Erbgang Herzog in Preußen; Halberstadt, Minden und Magdeburg kamen im Westfälischen Frieden dazu (1648), Cammin durch Kauf 1650. Lauenburg ist nicht das Lauenburg, das am im großen Königstitel genannt wird, sondern Lauenburg und Bütow in Pommern, das 1804 Bestandteil Pommerns wurde. Der Titel wurde 1658 bis 1804 geführt. Rügen wurde wieder herausgenommen, weil es an Schweden ging):
Wir Friederich Wilhelm, von Gottes Gnaden Marggraff zu Brandenburg des Heil. Römischen Reichs Ertz-Cämmerer und Churfürst, zu Magdeburg, in Preussen, zu Jülich, Cleve, Berge, Stettin, Pommern, der Cassuben und Wenden, auch in Schlesien zu Crossen und Jägersdorf Hertzog, Burggraff zu Nürnberg, Fürst zu Halberstadt, Minden und Cammien, Graff zu der Marck und Ravensberg, Herr zu Ravenstein, auch der Lande Lauenburg und Bütaw, etc.
1688 (1685 gestattete Kaiser Leopold I. den Brandenburgern den Titel „Grafen von Hohenzollern“. Aus dem Wappen war „Hohenzollern“ nie entfernt worden. Außerdem wurde 1686 „Jägersdorf“ durch „Schwiebus“ ersetzt. Schwiebus blieb bis 1695 im Titel):
Friederichen der Dritte, Marggrafen zu Brandenburg des Heil Röm. Reichs Ertz-Cämmerern und Churfürsten, in Preussen, zu Magdeburg, Jülich, Cleve, Berge, Stettin, Pommern, der Cassuben und Wenden, auch in Schlesien zu Crossen und Schwiebus Hertzogen, Burggrafen zu Nürnberg, Fürsten zu Halberstadt, Minden und Camin, Grafen zu Hohen-Zollern, der Marck und Ravensberg, Herrn in Ravenstein, auch der Lande Lauenburg und Bütow, etc.
1700 (1695 wurde Schwiebus an Österreich verkauft und verschwand aus dem Titel.)
Wir Friedrich der Dritte, von Gottes Gnaden, Marggraf zu Brandenburg, des Heil. Röm. Reichs Ertz-Cammerer und Churfürst, in Preussen, zu Magdeburg, Cleve, Jülich, Berge, Stettin, Pommern, der Cassuben und Wenden, auch in Schlesien zu Crossen Hertzog, Burggraf zu Nürnberg, Fürst zu Halberstadt, Minden und Camin, Graf zu Hohenzollern, der Marck und Ravensberg, Herr zu Ravenstein, und der Lande Lauenburg und Bütow, etc.
1702 (Der Titel „Herzog in Preußen“ wird 1701 durch „König in Preußen“ ersetzt. 1702 kommen auf Grund der Erbschaft nach Wilhelm III. von Oranien die Titel „souveräner Prinz von Oranien“ und die Grafentitel für Lingen, Moers, Büren, Leerdam, der Marquis von Ter Veeren & Vlissingen und der Titel „Herr auf Arlay, Breda“ hinzu. „Ter Veeren & Vlissingen“ verschwinden wieder 1732. Gelderland, Mörs, Ravenstein und Jülich verschwinden 1803, danach Leerdam, Arlay und Breda, ebenso „Prinz von Oranien“.):
Von Gottes Gnaden, Friderich der Dritte, König in Preussen, Marggraf zu Brandenburg, des Heil. Röm. Reichs Ertz-Cammerer und Churfürst, Souverainer Printz von Oranien zu Magdeburg, Cleve, Jülich, Berge, Stettin, Pommern, der Cassuben und Wenden, auch in Schlesien zu Crossen Hertzog, Burggraf zu Nürnberg, Fürst zu Halberstadt, Minden und Camin, Graf zu Hohenzollern, der Marck, Ravensberg, Lingen, Moers und Lehrdam, Marquis zu der Vehre und Vliesingen, Herr zu Ravenstein, und der Lande Lauenburg und Bütow, auch Arley und Breda etc.
1703 (In der lateinischen Fassung wird „rex Prussiae“ genommen. „Graf von Bühren“ kam bis 1816 hinzu.):
Nos Fridericus, Dei gratia, Rex Borussiae, Margravius Brandenburgensis, Sacri Romani Imperii Arci-Camerarius et Princeps Elector, supremus Princeps Arausionensis, Magdeburgi, Cliviae, Iuliae, Montium, Stetini, Pomeraniae, Cassubiorum, Vandalorumque, nec non in Silesia Crosnae Dux, Burggravius Norimbergensis, Princeps Halberstadii, Mindae et Camini, Comes de Hohnzollern, Marcae, Ravensburgi, Lingae, Meursii, Buhrae et Leerdami, Marchio Vehrae & Vlissingae, Dominus in Ravenstein, Lauenburg, Butov, Arlay et Breda.
1705 (In der französischen Fassung wird „Roi de Prusse“ genommen. 1704 kamen Hohenstein und Ruppin in den Titel. Ruppin verschwand wieder 1873.):
Frederic par la grace de Dieu Roi de Prusse, Marggrave de Brandebourg, Archi-Chambellan, & Prince Electeur du Saint Empire Romain; Prince Souverain d'Orange, Duc de Magdebourg, de Cleves, de Juliers, de Bergue, de Stettin, de Pommeranie, de Cassubie de Vandalie, & de Crossen en Silesie, Bourggrave de Nuremberg, Prince de Halberstadt, de Minden, et de Camin; Comte de Hohenzollern, de Ruppin, de la Marck, de Ravensberg, de Hohenstein, de Lingen, de Moeurs, de Bühren & de Lehrdam; Marquis de la Vehre et de Vlissingue, Seigneur de Ravenstein, du Pais de Lauenburg & de Bütovv, d'Arlay & de Breda &c.
1707 (Es kam Tecklenburg hinzu.):
Fridericum, Dei gratia, Regem Borussiae, Margravium Brandenburgensis, Sacri Romani Imperii Arci-Camerarium et Principem Electorem, supremum Principem Arausionensis, Magdeburgi, Cliviae, Iuliae, Montium, Stetini, Pomeraniae, Cassubiorum, Vandalorumque, nec non in Silesia Crosniae Ducem, Burggravium Norimbergensis, Principem Halberstadii, Mindae, Camini et Mursii, Comitem Zollriae, Ruppini, Marcae, Ravensburgi, Hohensteinii, Tecklenburgii, Lingae, Burae et Leerdami, Marchionem Verae & Vlissingae, Dominum in Ravensteinii, Lauenburgii, Butoviae, Arlayae et Bredae.
1716 (Neuchâtel mit Valangin) wählte 1707 den preußischen König zum Regenten. Im Folgejahr nahm dieser den Titel auf und führte ihn bis 1872. 1708 kamen durch Heirat der Titel „Herzog von Mecklenburg“ dazu und damit die Titel eines Fürsten zu Wenden und zu Ratzeburg sowie eines Herren zu Stargard, des Fürsten zu Schwerin (Fürstentum Schwerin als Nachfolger des früheren Bistums Schwerin) und des Grafen der davon zu unterscheidenden Grafschaft Schwerin westlich des Schweriner Sees. Deshalb wird Schwerin zweimal genannt. 1873 blieb nur Mecklenburg übrig:
Wir Friderich Wilhelm von Gottes Gnaden König in Preussen, Marggraf zu Brandenburg, des Heiligen Römischen Reichs Ertz-Cammerer und Churfürst, Souverainer Printz von Oranien, Neufchatel und Vallengin; zu Magdenburg, Cleve, Jülich, Berge, Stettin, Pommern, der Cassuben und Wenden, zu Mecklenburg, auch in Schlesien zu Crossen Hertzog; Burggraff zu Nürnberg, Fürst zu Halberstadt, Minden, Camin, Wenden, Schwerin, Ratzeburg, und Moers; Graf zu Hohenzollern, Ruppin, der Marck, Ravensberg, Hohenstein, Tecklenburg, Schwerin, Lingen, Buhren und Lehrdam, Marquis zu der Vehre und Vlissingen, Herr zu Ravenstein, der Lande Rostock, Stargardt, Lauenburg, Bütow, Arlay und Breda etc.
1732 (1718 kam Geldern hinzu.):
Wir Friederich Wilhelm von Gottes Gnaden König in Preussen, Marggraf zu Brandenburg des Heiligen Römischen Reichs Ertz=Cammerer und Churfürst; Souverainer Printz von Oranien, Neufchatel und Valengin, in Geldern, zu Magdeburg Cleve Jülich Berge Stettin Pommern der Cassuben und Wenden zu Mecklenburg auch in Schlesien zu Crossen Hertzog; Burggraf zu Nürnberg Fürst zu Halberstadt Minden Camin Wenden Schwerin Ratzeburg und Meürs; Graf zu Hohenzollern Ruppin der Marck Revensberg Hohenstein Tecklenburg Lingen Schwerin Bühren und Leerdam Marquis zu der Vehre und Vlißlingen Herr zu Ravenstein der Lande Rostock Stargard Lauenburg Bütau Arley und Reda etc.
1741 (1732 kam Ostfriesland dazu, Veeren und Vlissingen wurden entfernt. Sie gingen an Nassau-Oranien.):
Wir Friderich von Gottes Gnaden König in Preussen, Marggraf zu Brandenburg, des Heiligen Römischen Reichs Ertz-Cämmerer und Churfürst; Souverainer Printz von Oranien, Neuf Chatel und Valengin, in Geldern, zu Magdeburg, Cleve, Jülich, Berge, Stettin, Pommern, der Cassuben und Wenden, zu Mecklenburg und [in] Schlesien [zu Crossen] Hertzog, Burggraf zu Nürnberg, Fürst zu Halberstadt, Minden, Camin, Wenden, Schwerin, Ratzeburg, Ost-Frießland und Möers, Graf zu Hohenzollern, Ruppin, der Marck, Ravensberg, Hohenstein, Tecklenburg, Schwerin, Lingen, Bühren und Lehrdam, Herr zu Ravenstein, der Lande Rostock, Stargardt, Lauenburg, Bütow, Arlais und Breda &c. &c.
1745 (1742 waren die souveräne Herrschaft über Schlesien und über Glatz hinzugekommen.):
Wir Friderich, von Gottes Gnaden König in Preussen, Marggraff zu Brandenburg, des Heyl. Römischen Reichs Ertz-Cämmerer und Churfürst; Souverainer und Oberster Herzog von Schlesien, Souverainer Prinz von Oranien, Neuchatel und Vallengin, wie auch der Graffschaft Glatz, in Geldern, zu Magdeburg, Cleve, Jülich, Berge, Stettin, Pommern, der Cassuben und Wenden, zu Mecklenburg und Crossen Hertzog, Burggraff zu Nürnberg, Fürst zu Halberstadt, Minden, Camin, Wenden, Schwerin, Ratzeburg, Ost-Friesland und Moers, Graf zu Hohenzollern, Ruppin, der Marck, Ravensberg, Hohenstein, Tecklenburg, Schwerin, Lingen, Bühren und Lehrdam, Herr zu Ravenstein, der Lande Rostock, Stargard, Lauenburg, Bütow, Arlay und Breda etc. etc.
1752 (J. J. Quantz, Zueignung im Buch „Versuch einer Anweisung die Flöte traversiere zu spielen“):
Allerdurchlauchtigsten Großmächtigsten Fürsten und Herrn, Herrn Friederich, Könige in Preußen; Markgrafen zu Brandenburg; Des heiligen Römischen Reichs Erzkämmerern und Churfürsten; Souverainen und Obersten Herzoge von Schlesien; Souverainen Prinzen von Oranien, Neufchatel und Valengin, wie auch der Grafschaft Glaz; in Geldern, zu Magdeburg, Cleve, Jülich, Berg, Stettin, Pommern, der Cassuben und Wenden, zu Mecklenburg, auch zu Crossen Herzoge; Burggrafen zu Nürnberg; Fürsten zu Halberstadt, Minden, Camin, Wenden, Schwerin, Ratzeburg, Ostfriesland und Moeurs; Grafen zu Hohenzollern, Ruppin, der Mark, Ravensberg, Hohenstein, Tecklenburg, Lingen, Schwerin, Bühren und Lehrdam; Herrn zu Ravenstein, der Lande Rostock, Stargard, Lauenburg, Bütow, Arlay und Breda.
1793 (1772 war der Titel König in Preußen durch König von Preußen ersetzt worden. Im Winter 1791/1792 hatte Karl Alexander von Brandenburg-Ansbach seinen Herrschaftsbereich (die beiden Fürstentümer Ansbach und Bayreuth), zu dem auch die Grafschaft Limpurg (Schwaben) gehörte, an Preußen gegen eine Leibrente verkauft. Der Titel blieb nur bis 1806.)
(Der Königlichen Unterthanen, bey dem gegenwarttigen Kriege mit Frankreich): Wir Friedrich Wilhelm von Gottes Gnaden König von Preussen, Marggraf zu Brandenburg, des Heil. Röm. Reiches Ertz-Cämmerer und Churfürst; Souverainer und oberster Herzog von Schlesien, Souverainer Prinz von Oranien, Neufschatel und Valengin, wie auch der Grafschaft Glatz; in Geldern, zu Magdeburg, Cleve, Jülich, Berge, Stettin, Pommern, der Cassuben und Wenden, zu Mecklenburg und Crossen Herzog; Burggraf zu Nürnberg ober- und unterhalb Gebirges; Fürst zu Halberstadt, Minden, Camin, Wenden, Ratzeburg, Ost-Friesland und Meurs, Graf zu Hohenzollern, Ruppin, der Mark, Ravensberg, Hohenstein, Tecklenburg, Schwerin, Lingen, Bühren und Leerdam; Herr zu Ravenstein, der Lande Rostock, Stargard, Limburg, Lauenburg, Butow, Arlay und Breda.
1803 (Am 6. Juni 1802 nahm Friedrich Wilhelm III. die Reichsabtei Elten bei Emmerich in Besitz. Jülich, Geldern und Moers verschwanden bis 1817 aus dem Titel. Das Fürstentum Schwerin existierte 1803 nicht mehr und verschwand ebenfalls. Hinzu kamen Münster, Eichsfeld, Quedlinburg und Erfurt zur Entschädigung für den Verlust linksrheinischer Gebiete.):
Wir Friedrich Wilhelm von Gottes Gnaden König von Preussen, Markgraf zu Brandenburg, des heiligen Römischen Reiches Ertzkämmerer und Kurfürst; souverainer und oberster Herzog von Schlesien, souverainer Prinz von Oranien, Neufschatel und Valengin, wie auch der Graffschaft Glatz; zu Magdeburg, Cleve, Jülich, Berge, Stettin, Pommern, der Cassuben und Wenden, zu Mecklenburg und Crossen Herzog; Burggraf zu Nürnberg ober- und unterhalb Gebürges; Fürst zu Halberstadt, Paderborn, Halberstadt, Münster, Minden, Camin, Wenden, Ratzeburg, Ostfriesland, Eichsfeld, Erfurt, Essen, Quedlinburg und Elten, Graf zu Hohenzollern, Ruppin, der Mark, Ravensberg, Hohenstein, Tecklenburg, Schwerin, Lingen, Bühren und Lehrdamm; Herr der Lande Rostock, Stargard, Limburg, Lauenburg, Bütow, Arlay und Breda, &c. &c.
1817 (Die Titel für Arley, Breda, Bühren, Ostfriesland, Essen, Quedlinburg, Elten, Limburg wurden gestrichen, die Titel für Niederrhein, Posen, Sachsen, Engern, Westphalen, Thüringen, Ober- und Nieder-Lausitz, Paderborn und Henneberg kamen neu hinzu und blieben bis zum Ende erhalten. Limpurg und die Grafschaften „Ober- und unterhalb des Gebirges“ kamen im Zuge der Rheinbundakte 1806 an Württemberg und Bayern und wurden deshalb gestrichen. Arley westlich von Neufchatel wurde 1806 von Napoleon annektiert. Breda wurde Bestandteil des neuen Königreichs Holland. Büren wurde 1816 zu Paderborn geschlagen. Obgleich auch die Burg Nürnberg bei dieser Gelegenheit an Bayern fiel, behielt der preußische König den Titel „Burggraf von Nürnberg“ als Anspruch auf den Stammsitz seines Hauses bei. Eichsfeld kam von 1807 bis 1813 zum Königreich Westphalen. 1816 kam Unter-Eichsfeld zum Königreich Hannover, Ober-Eichsfeld an die preußische Provinz Sachsen, Kreis Erfurt. Die Reichsabtei Elten wurde 1806 dem Großherzogtum Berg einverleibt und 1811 säkularisiert. Damit verschwand sie aus dem Titel.):
Wir Wilhelm, von Gottes Gnaden König von Preußen, Markgraf zu Brandenburg, souveräner und oberster Herzog von Schlesien wie auch der Graffschaft Glatz, Großherzog vom Niederrhein und von Posen, Herzog zu Sachsen, Engern und Westphalen, in Geldern, zu Magdeburg, Cleve, Jülich, Berg, Stettin, Pommern, der Cassuben und Wenden, zu Mecklenburg und Crossen; Burggraf zu Nürnberg, Landgraf zu Thüringen, Markgraf der Ober- und Nieder-Lausitz, Prinz von Oranien, Neufchatel und Valengin, Fürst zu Rügen, Paderborn, Halberstadt, Münster, Minden, Camin, Wenden, Schwerin, Ratzeburg, Moers, Eichsfeld und Erfurt, Graf zu Hohenzollern, gefürsteter Graf zu Henneberg, Graf zu Ruppin, der Mark, Ravensberg, Hohenstein, Tecklenburg, Schwerin und Lingen, Herr der Lande Rostock, Stargard, Lauenburg und Bütow.
1909 (1873 entfielen die geistlichen, aber inzwischen säkularisierten und mediatisierten Fürstentümer bei der Revision des großen Titels, weil sie aufgehört hatten, als solche zu bestehen. Es entfielen Ruppin, Neufchatel, Valengin, das Fürstentum Wenden, Ratzeburg, die Grafschaft Schwerin, Rostock, Stargard, Eichsfeld und Erfurt. Es kamen neu hinzu Lüneburg, Schleswig, Holstein, Bremen, Hessen, Pyrmont, Osnabrück, Hildesheim, Verden, Fulda, Nassau, Mansfeld, Sigmaringen, Veringen und Frankfurt. Ruppin kam 1818 zum Regierungsbezirk Potsdam in der Provinz Brandenburg und entfiel daher bei der Revision des Titels 1873. Neufchatel (Neuchâtel) und Valengin (Valangin) waren seit 1848 Republik, und 1857 gab Preußen mit dem Pariser Vertrag von 1857 seine Hoheitsrechte auf das Gebiet auf. Friedrich Wilhelm IV. behielt aber ausdrücklich den Titel Souverainer Fürst von Neuchâtel und Vallengin. Die übrigen genannten Territorien waren längst keine selbständigen Einheiten mehr und wurden daher nach der Revision des großen Titels gelöscht.):
(Urkunde über die Verleihung der Eigenschaft eines Rittergutes an das im Kreise Gardelegen, Regierungsbezirk Magdeburg belegene Gut Ottersburg): Wir Wilhelm, von Gottes Gnaden König von Preussen, Markgraf zu Brandenburg, Burggraf zu Nürnberg, Graf zu Hohenzollern, souveräner und oberster Herzog von Schlesien wie auch der Grafschaft Glatz, Großherzog von Niederrhein und Posen, Herzog zu Sachsen, Westfalen und Engern, zu Pommern, Lüneburg, Holstein und Schleswig, zu Magdeburg, Bremen, Geldern, Cleve, Jülich und Berg, sowie auch der Wenden und Cassuben, zu Crossen, Lauenburg, Mecklenburg, Landgraf zu Hessen und Thüringen, Markgraf der Ober- und Niederlausitz, Prinz von Oranien, Fürst zu Rügen, zu Ostfriesland, zu Paderborn und Pyrmont, zu Halberstadt, Münster, Minden, Osnabrück, Hildesheim, zu Verden, Cammin, Fulda, Nassau und Mörs, gefürsteter Graf zu Henneberg, Graf der Mark und zu Ravensburg, zu Hohenstein, Tecklenburg und Lingen, zu Mansfeld, Sigmaringen und Veringen, Herr zu Frankfurt.